# Ван Орсхот, Диде
Диде ван Орсхот (нидерл. Diede Van Oorschot; род. 11 декабря 2003 года, Гаага, Нидерланды) — нидерландская шорт-трекистка, чемпионка Европы. Выступала за «KNSB Talent Team Midden-Oost».

## Биография
Диде ван Орсхот родилась младшей дочкой в семье из четырёх детей в городе-общине Утрехте. Их дом находился за углом от ледового катка. Она начала кататься на коньках в возрасте 6-ти лет, в 9 лет выбрала длинные дистанции, а вскоре занялась шорт-треком. Будучи маленькой девушкой, она обычно не добивалась успеха, но продолжала гонять. С 14 лет стала лучше кататься, потом Диде попала на отбор, в результате чего стала тренироваться усерднее, и в 16 лет начала участвовать в более крупных (юношеских) соревнованиях.
В марте 2019 года Диде стала впервые чемпионкой Нидерландов среди юниоров и вошла в состав юниорской сборной страны. В январе 2020 года на зимних юношеских Олимпийских играх в Лозанне в составе смешанной эстафетной команды завоевала золотую медаль. В сезоне 2020/21 стала участвовать в чемпионате Нидерландов среди взрослых. В 2022 году на дебютном юниорском чемпионате мира в Гданьске она выиграла бронзовую медаль в забеге на 1000 м и серебряную в женской эстафете.
Однако в ноябре 2022 года она получила хлыстовую травму и сотрясение мозга во время жёсткого падения на льду на тренировочном сборе в итальянском Бормио. Последовал неопределённый период, в течение которого ей пришлось восстанавливаться несколько месяцев. В январе 2023 года она посчитала, что достаточно восстановилась, и приняла участие в чемпионате мира среди юниоров, где заняла 16-е место в беге на 500 м и 4-е в женской эстафете. В июне 2023 года Диде снова смогла участвовать во всех тренировках и уже в сентябре попала в национальную сборную.
В сезоне 2023/24 тренер включил её на участие в первом этапе Кубка мира в Монреале, из-за отсутствия Сюзанне Схюлтинг а на третьем этапе в Пекине из-за падения Михелле Велзебур ей разрешили кататься с женской эстафетной командой и она впервые завоевала золото. В январе 2024 года на чемпионате Европы в Гданьске стала чемпионкой в женской эстафете, а в забеге на 1500 м заняла 5-е место. Через месяц на этапах Кубка мира в Дрездене и Гданьске выиграла ещё два золота в женской эстафете.
В сезоне 2024/25 Диде ван Орсхот из команды «KNSB Talent Team Midden-Oost» вновь была включена в состав сборной. В октябре 2024 года на 1-м этапе Кубка мира в Монреале в составе женской команды она выиграла серебро эстафеты, уступив итальянкам.